# Головли (Хмельницкая область)
Головли (укр. Головлі) — село в Славутском районе Хмельницкой области Украины.
Население по переписи 2001 года составляло 519 человек. Почтовый индекс — 30060. Телефонный код — 3842. Занимает площадь 2,69 км². Код КОАТУУ — 6823982101.

## История
В 1946 г. указом ПВС УССР село Головли-Украинские переименовано в Головли.

## Местный совет
30060, Хмельницкая обл., Славутский р-н, с. Головли; тел. 52-5-42

## Галерея

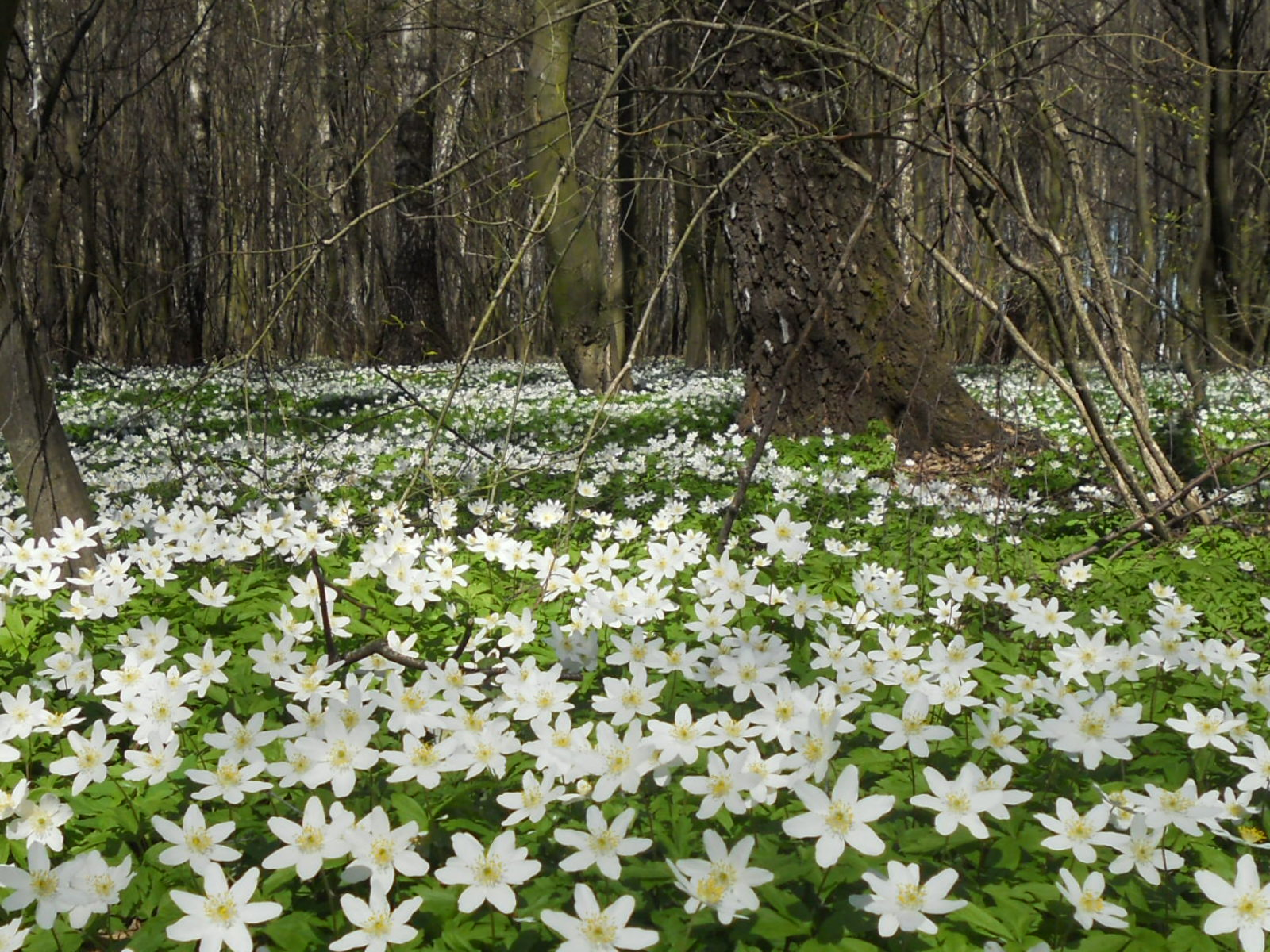
Лес весной
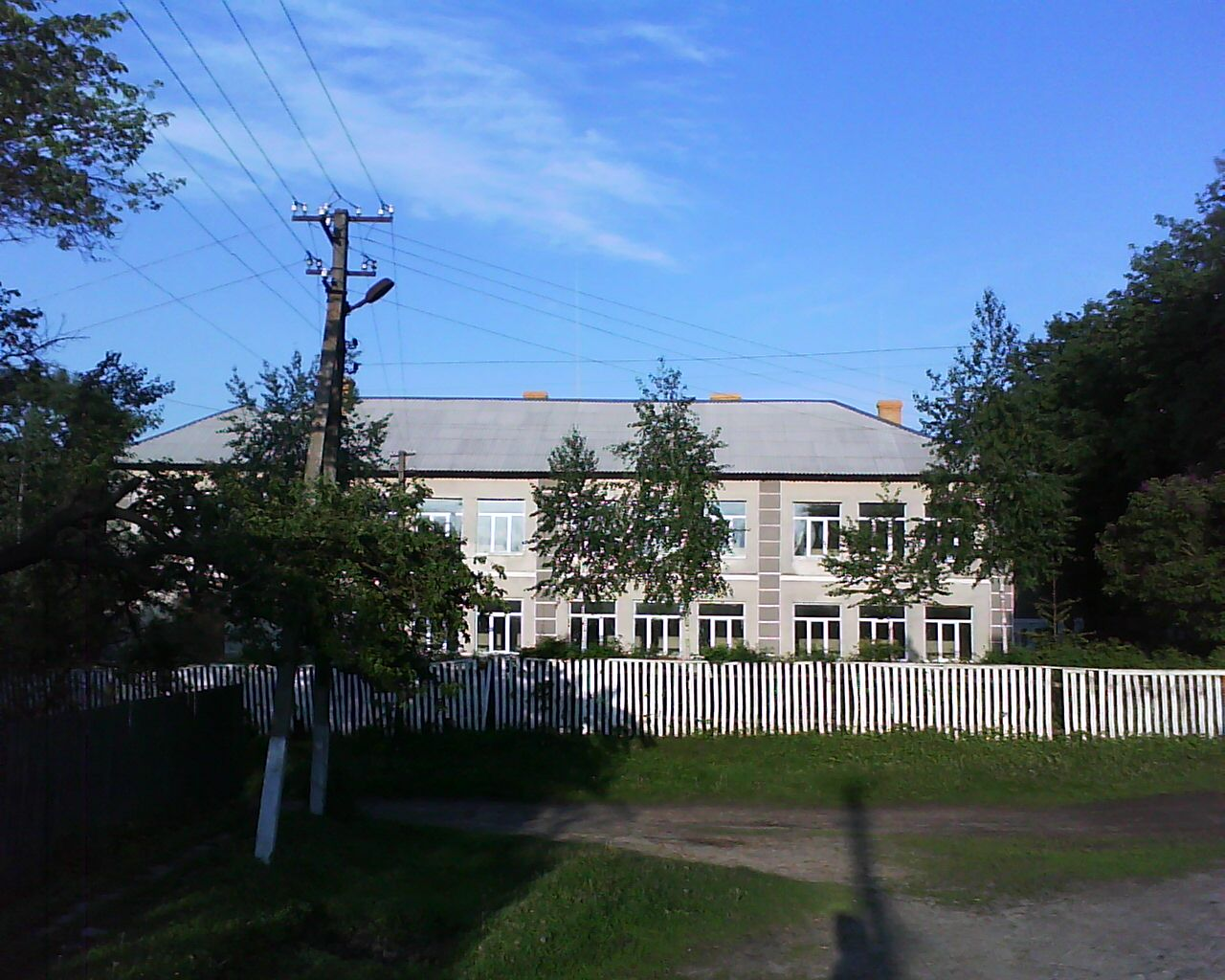
Школа
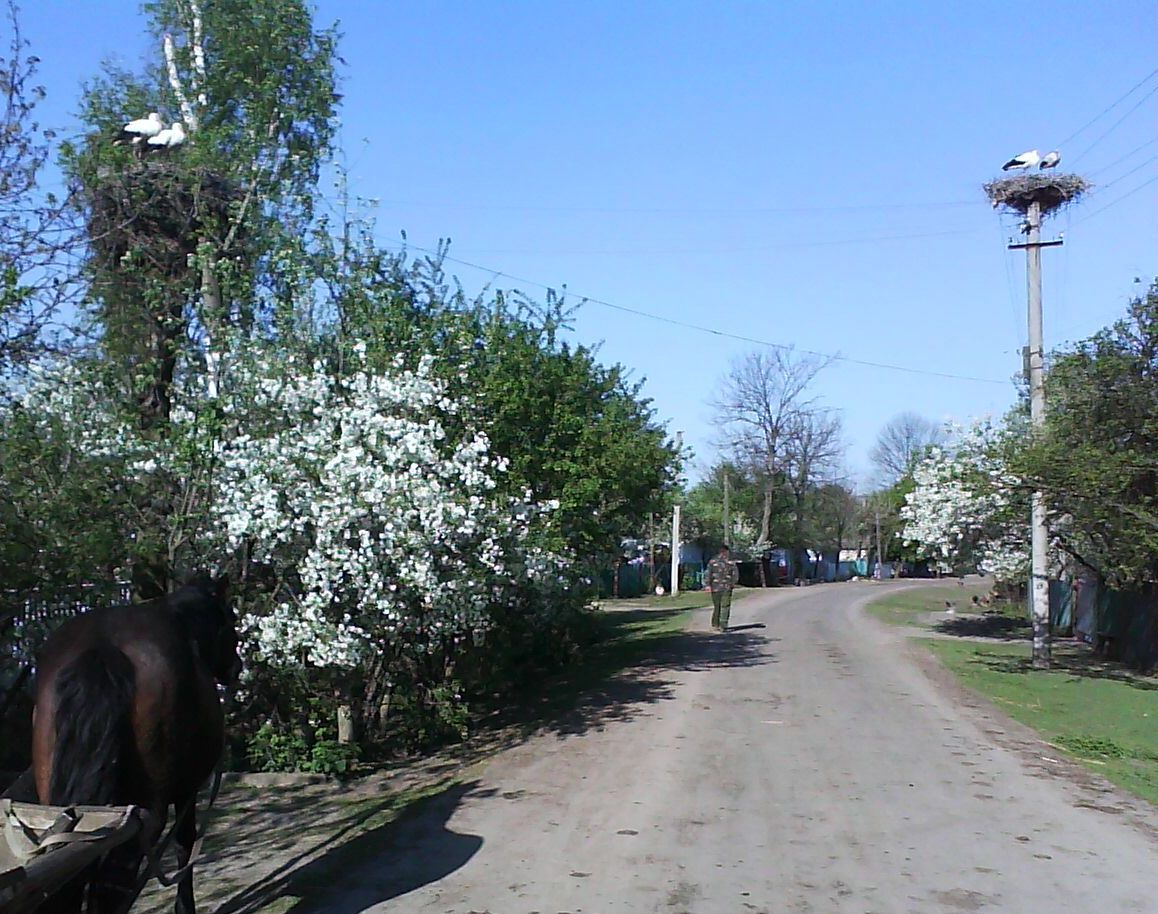
ул. Гагарина
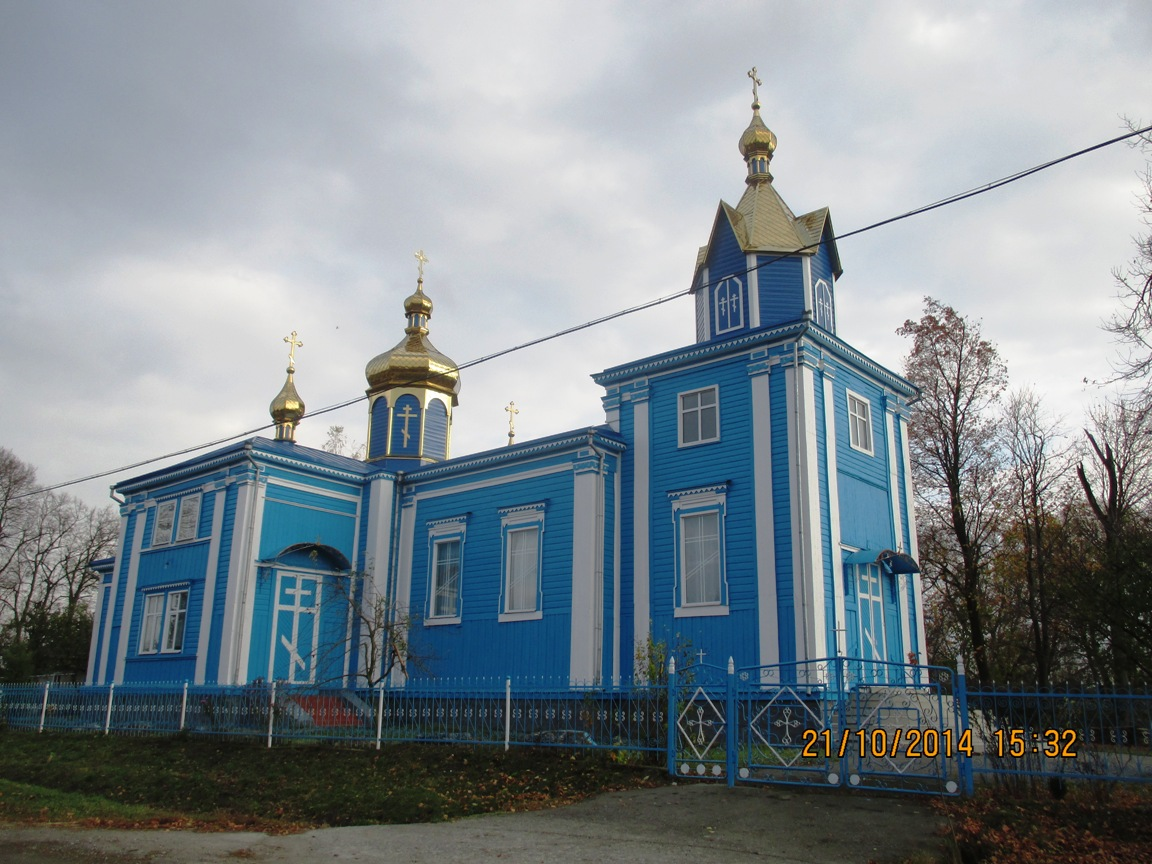
Церковь Святой Параскевы 1902 г.
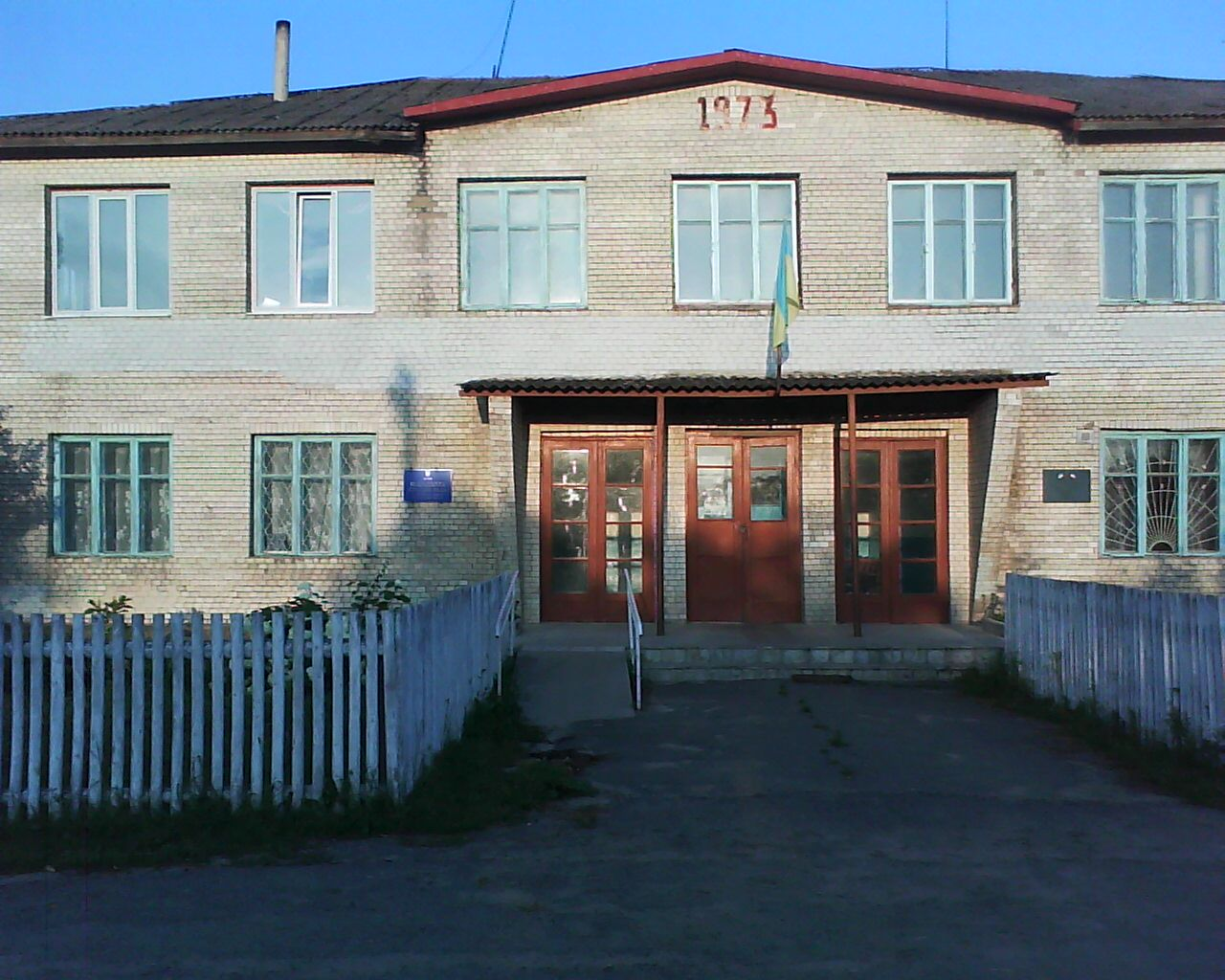
Головли. Сельский совет
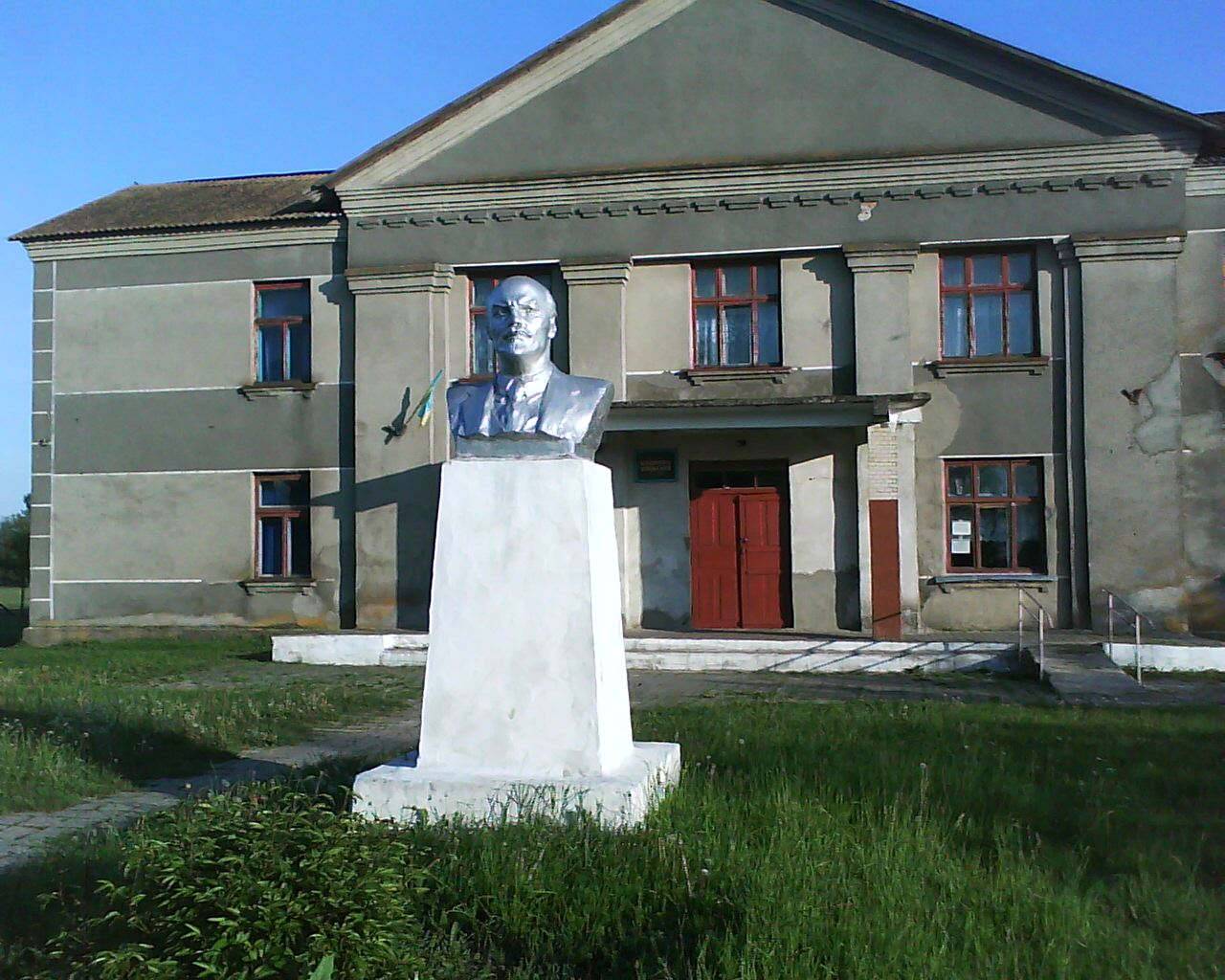
Дом культуры
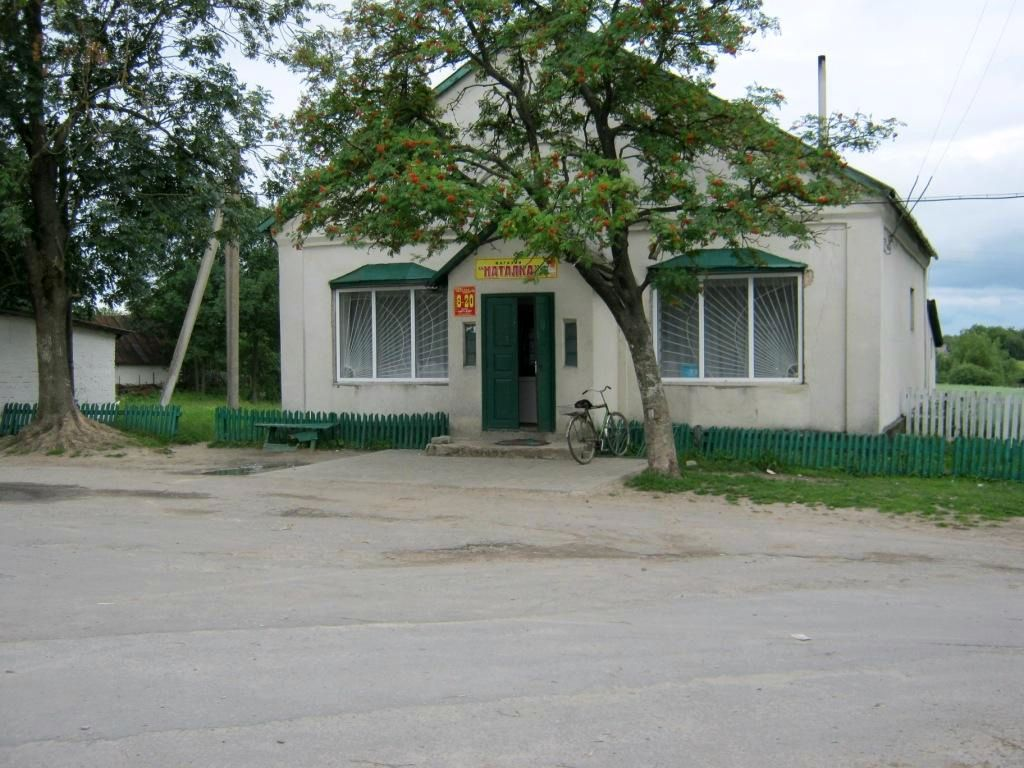
Магазин «Наталка»
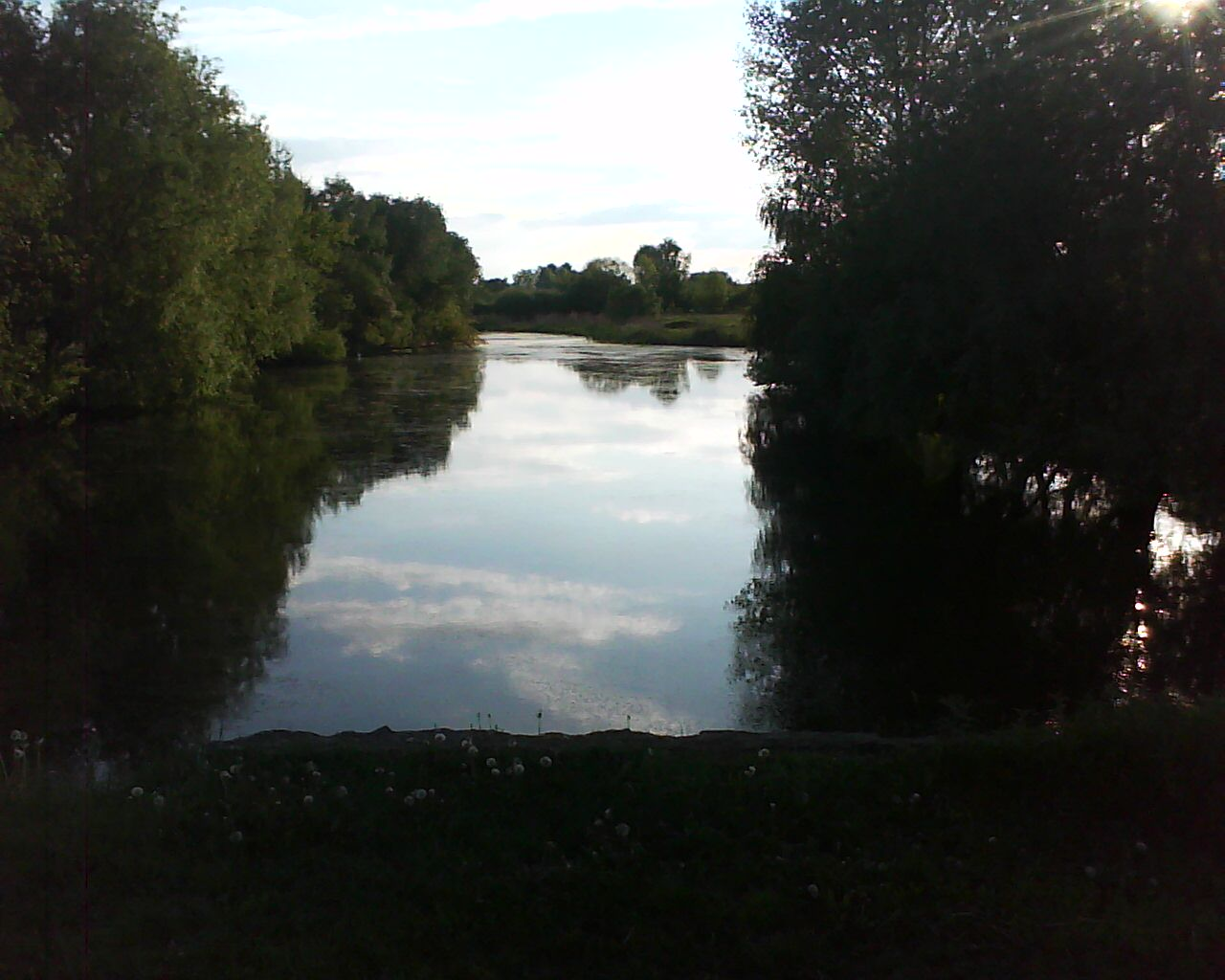
Пруд
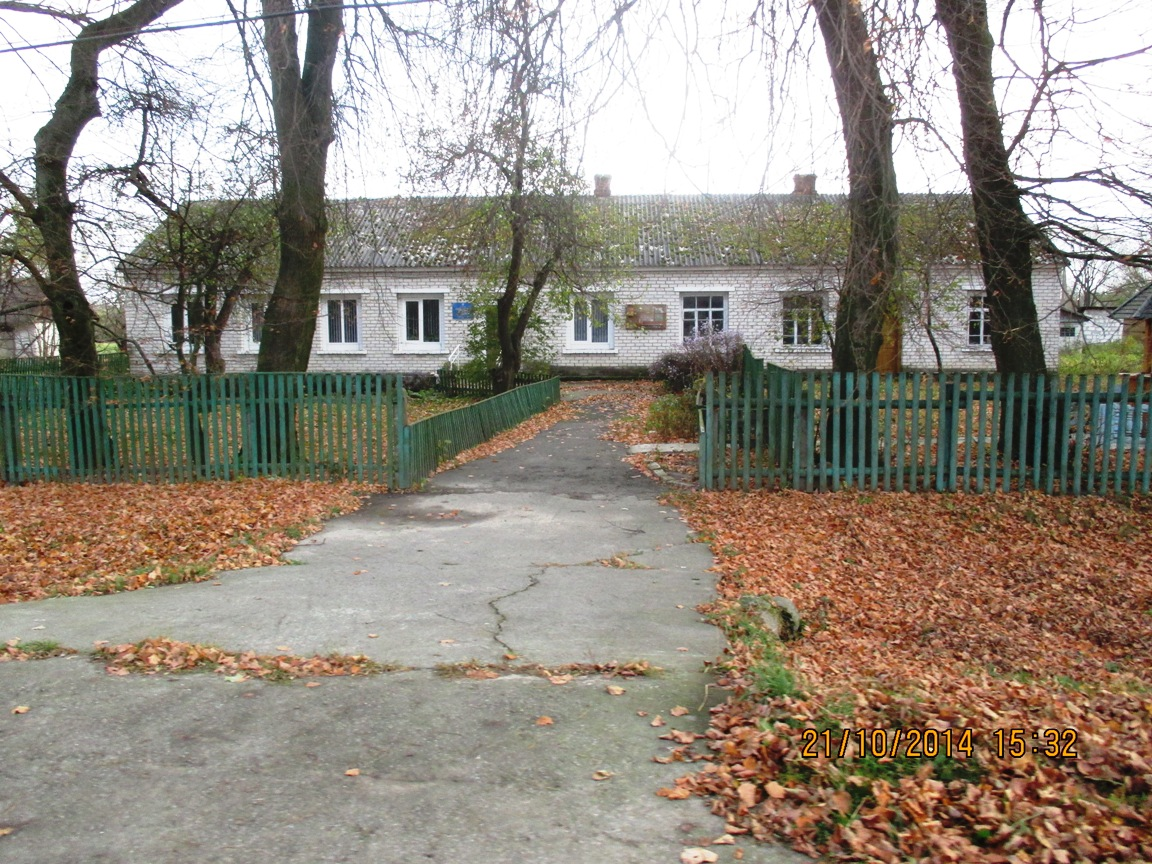
Сельская больница